# Henry Coxwell
Pour les articles homonymes, voir Coxwell.
Henry Tracey Coxwell, né le 2 mars 1819 à Wouldham (Kent) et mort le 5 janvier 1900 à Lewes, est un aéronaute britannique. 
En 1865, avec James Glaisher, il battit le record d'altitude mondial de l'époque.

## Biographie
Dentiste de profession, il commence des expériences d'aérostation dès 1848 et en fait alors son emploi. En 1861, ce sont pas moins de quatre cents ascensions qui ont été effectuées. 
En 1863, il voyage en ballon avec le photographe Henry Negretti et, en 1865, avec Glaisher, il atteint l'altitude de 8 838 mètres, record de l'époque. 
On lui doit aussi des expériences de météorologie à partir des ballons et des études sur l'utilisation des ballons lors des conflits militaires. Ses observations ont contribué au développement de la connaissance de la stratosphère. 
Après avoir vécu à Tottenham, il s'installe à Seaford et meurt le 5 janvier 1900 à Lewes.
Jules Verne le mentionne au chapitre III de son roman Robur-le-Conquérant.